# Chrysotus bellax
Chrysotus bellax är en tvåvingeart som beskrevs av Octave Parent 1933. Chrysotus bellax ingår i släktet Chrysotus och familjen styltflugor. Inga underarter finns listade i Catalogue of Life.